# Efeito Streisand
O Efeito Streisand (em inglês:  Streisand effect), por vezes chamado de Efeito Cicarelli em português, é um fenômeno social em que uma tentativa de ocultar, censurar ou remover algum tipo de informação se volta contra o censor, resultando na vasta replicação da informação, muitas vezes facilitada pela Internet. Exemplos de tais tentativas incluem censurar uma fotografia, um número, um vídeo, um arquivo ou um site. Ao invés de ser suprimida, a informação rapidamente recebe uma extensa publicidade, sendo largamente republicada em diversas outras fontes, intensamente procurada em buscadores ou distribuída em sites de partilha de arquivos.

## Origem

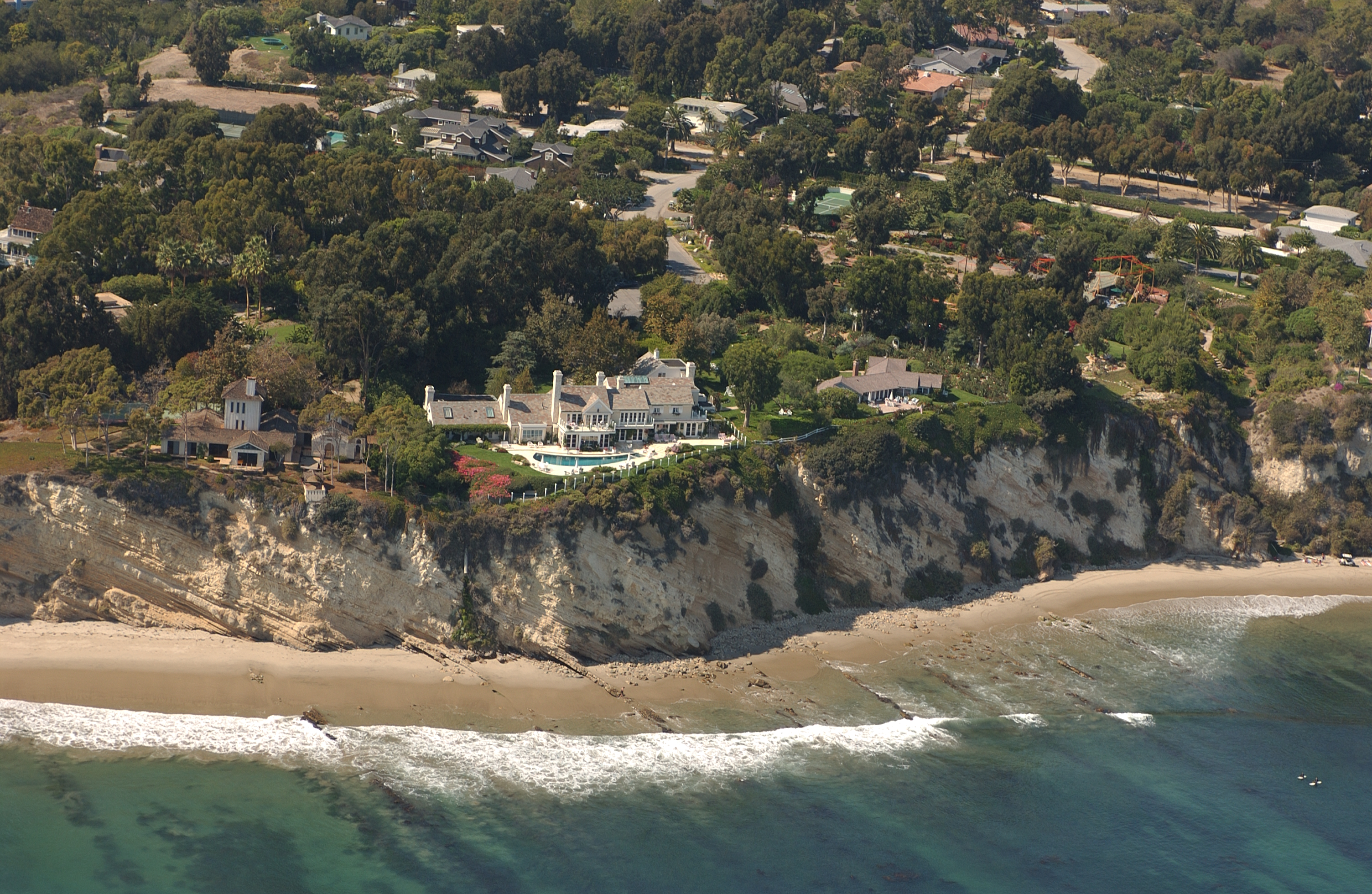
Foto da linha costeira de Malibu pela California Coastal Records Project mostrando a propriedade de Streisand (2002).

Mike Masnick originalmente criou o termo Efeito Streisand em referência a um incidente em 2003 no qual a atriz e cantora estadunidense Barbra Streisand processou o fotógrafo Kenneth Adelman e o website pictopia.com em 50 milhões de dólares como tentativa de ter uma foto aérea de sua mansão removida da coleção de 12.000 fotos da costa da Califórnia disponíveis no site, alegando preocupações com sua privacidade. A "Imagem 3850" havia sido baixada apenas seis vezes antes do processo de Streisand, duas delas pelos advogados da atriz; como resultado da conscientização pública sobre o caso, mais de 420.000 pessoas visitaram o site no mês seguinte.

## Casos concretos
- Em dezembro de 2008 a Internet Watch Foundation (algo como "Fundação para vigiar a Internet") - IWF - adicionou o artigo Virgin Killer da Wikipédia de língua inglesa em sua lista negra de pedofilia, considerando a foto da capa do álbum "uma potencialmente ilegal e indecente imagem de uma criança menor de idade". O artigo rapidamente se tornou uma das mais populares páginas do site, e a publicidade acerca da censura resultou na imagem sendo rapidamente espalhada por diversos outros sites.
- Um vídeo retratando uma filmagem feita por um paparazzo, em 2006, da modelo e apresentadora Daniela Cicarelli, então conhecida por ter sido casada com o jogador Ronaldo Nazário ganhou notabilidade na época. Nele a modelo aparecia fazendo sexo com seu namorado em uma praia na Espanha, foi disponibilizado no YouTube e imediatamente se tornou viral no Brasil. Uma liminar, que culminou com o bloqueio do YouTube no Brasil, se mostrou ineficaz em impedir que o vídeo se espalhasse pela Internet, servindo apenas para provocar a ira dos fãs do site e prejudicar a imagem da modelo.[6]
- O então recém-lançado jogo Carmageddon ainda não era conhecido no Brasil quando foi noticiada em rede nacional a sua proibição em todo o território nacional pelo Ministério da Justiça devido ao seu conteúdo violento. Só que a matéria apresentada pelo Jornal Hoje mostrou cenas do jogo onde o jogador atropelava pedestres para ganhar pontos. Essa "divulgação gratuita" fez com que Carmageddon se tornasse um dos jogos para computador mais conhecidos em todo o Brasil, com cópias piratas sendo distribuídas aos montes entre grupos de gamers.
- Em Portugal, em dezembro de 2010, a retalhista de telemóveis Ensitel tentou, por via judicial, que fossem removidas de um blog pessoal a descrição de um litígio entre a autora do blog e a empresa. A ação ricocheteou contra os interesses da empresa, gerando milhares de comentários negativos nas redes sociais Twitter e Facebook, tendo o episódio chegado à atenção dos media tradicionais.
- Em Fevereiro/Março de 2016, a região do Alentejo insurgiu-se nas redes sociais contra o livro "Alentejo Prometido" de Henrique Raposo e a obra rapidamente se tornou conhecida em todo o país.
- No Brasil, em junho de 2012, a apresentadora Xuxa perdeu no Superior Tribunal de Justiça uma ação que moveu contra a Google em 2010. A apresentadora pedia que não fossem disponibilizados resultados de pesquisas que relacionassem o nome dela com conteúdo sexual, com expressões como “Xuxa pedófila” ou “pornografia” ou qualquer outra similar. Ficou decidido que serviço de buscas da Google não tem a obrigação de restringir pesquisas referentes à apresentadora, associadas a fotos sensuais que ela já fez e ao filme em que protagoniza uma cena erótica com um adolescente.[7]
- O artigo sobre a estação militar de rádio em Pierre-sur-Haute em 2013, originalmente existente apenas na Wikipédia em francês, cuja remoção foi solicitada pelos serviços secretos franceses alegando-se segredos de segurança nacional.
- Em março de 2009, a fabricante de motocicletas Dafra veiculou a campanha “Dafra – Você por cima”, que acabou sendo satirizado em um vídeo que narrava os supostos problemas de qualidade, serviço e reposição de peças. Depois de entrar com pedido na justiça para remoção do vídeo, foi proferido, em Janeiro de 2014, uma decisão que forçou o Google a remover o vídeo do YouTube.[8] A partir de então, a sátira sobre a qualidade dos veículos, que já estava esquecida havia 5 anos, foi relembrada e voltou a se transformar em uma campanha viral.
- Em Março de 2017, em Portugal, o grupo Nova Portugalidade viu cancelada pela Direcção da Faculdade de Ciências Sociais e Humanas da Universidade de Lisboa uma conferência que organizaria nas instalações da Faculdade,[9] em que seria orador Jaime Nogueira Pinto, na sequência da aprovação em Reunião Geral de Alunos da Associação de Estudantes de uma deliberação que vinculava a Direcção da mesma Associação a tudo fazer "para tal debate não acontecer", por se considerar que o evento estava "associado a argumentos colonialistas, racistas, xenófobos".[10] A deliberação, que se destinava a retirar visibilidade à Nova Portugalidade, iniciou uma cadeia de acontecimentos que produziu o efeito oposto, tendo o cancelamento da conferência sido objecto de notícias nos principais órgãos de imprensa portugueses e motivado declarações de várias personalidades políticas, inclusivamente por parte do Presidente da República Portuguesa.[11]
- Em Setembro de 2019, o prefeito do Rio de Janeiro, Marcelo Crivella, iniciou uma polêmica ao determinar aos organizadores da Bienal do Livro que recolhessem a obra "Vingadores - Cruzadas das Crianças", de 2010, das prateleiras. Segundo ele, a HQ da Marvel ofereceria "conteúdo sexual para menores", referindo-se a uma única ilustração de um beijo entre os personagens masculinos Wiccano e Hulkling. Como resultado, a HQ em questão esgotou em todos os estandes na manhã seguinte em menos de quarenta minutos após a abertura da Bienal, e a ilustração alvo dos ataques tornou-se capa do jornal Folha de S.Paulo em plena edição do dia 7 de Setembro. Em resposta à ação do prefeito, ainda, o youtuber Felipe Neto comprou o estoque completo de todos os títulos de temática LGBT+ dispostos no evento (cerca de quatorze mil exemplares) e usou uma promotora de vendas para distribuí-los gratuitamente ao público presente na praça central da Bienal, também no dia 7.[12]
- Também em Setembro de 2019, o governo norte americano tentou censurar o livro Eterna Vigilância, do ex-analista da CIA e NSA Edward Snownden. O próprio disse em uma entrevista em um episódio do programa The Daily Show, em um tom sarcástico que agradece ao governo americano, já que o livro não tinha chamado tanta atenção no início.
- Em 2022, o empresário Elon Musk virou noticia pós o vazamento da informação de que ele teria oferecido US$ 5 mil para um garoto que criou um perfil no twitter que listava voos do famoso retirasse a sua conta do ar. Perfil no twitter este com o nome "Elon Musk's Jet" que funciona como um robô de análise de dados públicos de voos, assim rastreando exclusivamente aviões utilizados por Elon. Anteriormente à noticia da oferta do empresário, o perfil possuía menos de 200 mil seguidores, logo após a notícia, o perfil do garoto chegou aos 350 mil seguidores em um curto espaço de tempo.[13][14][15]
- Em Maio de 2025, a jornalista Rosane de Oliveira e o jornal Zero Hora foram condenados a pagar R$ 600 mil por danos morais à ex-presidente do TJRS, Iris Helena Medeiros Nogueira, pela divulgação dos vencimentos mensais da desembargadora pelo jornal. A decisão, dada pela juíza de primeira instância Karen Rick Danilevicz Bertoncello, que ultrapassou em muito os danos morais concedidos em situações similares, acabou por enfatizar ainda mais o escândalo dos super salários no Judiciário brasileiro[16].

## Na cultura popular
Um episódio da FX na série de televisão Atlanta é intitulado "O Efeito Streisand". Segue o personagem do rapper Alfred enquanto ele tenta suprimir uma disputa com uma estrela da mídia social, com o seu esforço a servir apenas para aumentar a visibilidade da rivalidade.